# 대구 동화사 비로암 석조비로자나불좌상
대구 동화사 비로암 석조비로자나불좌상(大邱 桐華寺 毘盧庵 石造毘盧遮那佛坐像)은 대한민국 대구광역시 동구, 동화사 사찰에 있는 신라의 불상이다. 
1963년 1월 21일 대한민국의 보물 제244호 동화사비로암석조비로자나불좌상(桐華寺毘盧庵石造毘盧舍那佛坐像)으로 지정되었다가, 2010년 8월 25일 현재의 명칭으로 변경되었다.

## 개요
민애왕(재위 838∼839)의 명복을 빌기 위해서 만든 대구 동화사 비로암 삼층석탑(보물 제247호)과 동시에 만들어졌을 것으로 추정되는 높이 1.29m의 불상이다.
둥근 얼굴은 풍만하고 눈·코·입이 작아지고 있으며, 미소가 사라지고 단아한 모습이다. 8세기 불상에 비해 어깨는 뚜렷하게 좁아졌으며, 가슴은 평평하고, 하체의 처리도 역시 둔화되었다. 이러한 위축되고 둔화된 표현은 9세기 중엽에 나타나는 전형적인 불상양식이다. 손모양은 비로자나불이 일반적으로 취하고 있는 모습으로 왼손 검지를 오른손으로 감싼 형태이다. 옷은 양 어깨를 감싸고 있는데, 규칙적으로 얇은 평행의 옷주름선이 있고, 아랫도리에 있는 U자형 무늬가 특이하다. 부처의 몸 전체에서 나오는 빛을 형상화한 광배는 배(舟) 모양으로, 가장자리를 불꽃이 타오르는 모양으로 표현하였다. 광배의 꼭대기 부분에는 삼존불, 양쪽에는 8구의 작은 부처가 배치되어 있다.
대좌(臺座)와 광배(光背)를 갖추고 있으며 손상이 거의 없는 9세기에 유행하던 비로자나불상의 대표적인 예이다. 

## 같이 보기
- 동화사
- 대구 동화사 비로암 삼층석탑

## 참고 자료
- 대구 동화사 비로암 석조비로자나불좌상 - 국가유산청 국가유산포털